# Túnel ferroviario de alta velocidad de Guadarrama
El túnel de Guadarrama es un túnel ferroviario (formado por dos tubos paralelos, uno para cada sentido de la circulación) de 28 km de longitud. Es el más largo construido en España, el sexto más largo de Europa y el noveno de todo el mundo a fecha de 2016. Iniciado a finales del año 2002, su entrada en servicio tuvo lugar el 22 de diciembre de 2007 y en su construcción han llegado a trabajar más de 4000 personas simultáneamente. Es la mayor obra de ingeniería civil que se ha llevado a cabo en España hasta el momento.

## Descripción

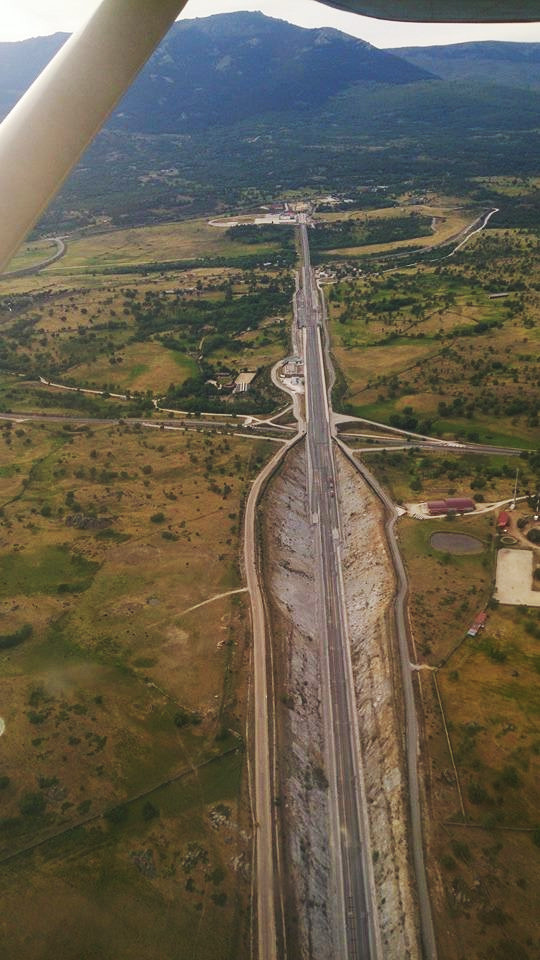
Boca sur del túnel de Guadarrama.

Esta infraestructura atraviesa la sierra de Guadarrama partiendo desde el término municipal de Miraflores de la Sierra (Madrid) a una cota a 998 m y alcanzando una altura máxima de 1200 m, con una pendiente del 1,5%, y volviendo a descender hasta los 1.114 m saliendo al término del despoblado de Aldeanueva, ya en las proximidades de la ciudad de Segovia. El máximo recubrimiento de la bóveda del túnel se da bajo el entorno del Pico de Peñalara, con 992 m de altura en ese punto.
Las máquinas tuneladoras extrajeron 4 millones de m³ de los túneles. Cada uno tiene 28 km de longitud, con un diámetro de 9,5 m y una separación entre ambos de 30 m. Dispone de galerías de emergencia uniendo ambos corredores cada 250 m, una gran estancia autónoma y estanca a mitad de recorrido, con cabida para 1200 personas para su uso en caso de emergencia y se han instalado ventiladores reversibles que puedan inyectar aire si ocurriese un incendio. El diseño se ha realizado para que los trenes que lo recorran puedan alcanzar altas velocidades sin comprometer con ello la infraestructura.
Este gran túnel forma parte de la línea férrea de alta velocidad Madrid-Segovia-Valladolid, la cual une las dos submesetas atravesando el Sistema Central, poniendo el viaje desde la capital de España a Valladolid en 50 minutos y a poco más de 20 hasta Segovia mediante trenes de alta velocidad. Su construcción es así mismo fundamental para las comunicaciones ferroviarias de las regiones de la cornisa cantábrica y Galicia, dado que por él pasa el corredor que comunicará mediante trenes de alta velocidad (TAV) Madrid con dicha comunidad autónoma, Asturias, Cantabria, el País Vasco y, finalmente, la conexión con el suroeste francés.

## Datos básicos
- Longitud: 28.407,70 m Oeste; 28.418,66 m Este
- Diámetro de la excavación: 9,45 m
- Diámetro interior: 8,50 m
- Separación entre ejes: 30 m
- Presupuesto (adjudicación): 1.219 millones de euros.

## Polémica
Tanto el trazado como su construcción fueron muy contestados por los afectados[cita requerida] y supusieron un importante movimiento vecinal en torno a la denominada Plataforma contra el TAV bajo el eslogan "Tren sí, pero no así". Se presentó un importante número de alegaciones a su trazado por su impacto ambiental y paisajístico,[cita requerida] ya que se consideraba que alteraba significativamente un paisaje entre el cerro de San Pedro y la entrada al túnel que hasta ese momento había conseguido mantenerse en buenas condiciones ambientales.[cita requerida]